# Porrhomma pygmaeum
Porrhomma pygmaeum là một loài nhện trong họ Linyphiidae. Chúng được John Blackwall miêu tả năm 1834.